# Harrietsham
Harrietsham is een civil parish in het bestuurlijke gebied Maidstone, in het Engelse graafschap Kent met 2113 inwoners.